# Alt Zauche-Wußwerk
Alt Zauche-Wußwerk – gmina w Niemczech w kraju związkowym Brandenburgia, w powiecie Dahme-Spreewald, wchodzi w skład urzędu Lieberose/Oberspreewald.

## Geografia
Gmina Alt Zauche-Wußwerk położona jest w północnej części krainy geograficznej Spreewald.

## Dzielnice
W skład gminy wchodzą trzy dzielnice:
- Alt Zauche (Stara Niwa)
- Wußwerk